# Sarroca de Bellera
Sarroca de Bellera es un municipio y localidad española de la provincia de Lérida, en la comunidad autónoma de Cataluña. El término municipal tiene una población de 115 habitantes (INE 2024).

## Geografía
El municipio pertenece a la comarca de Pallars Jussá y se encuentra justo en el límite con la de la Alta Ribagorza. 

## Historia
El pueblo se encuentra situado en la cima de una montaña y muy cerca del río Bellera. Antiguamente fue el centro de la baronía de Bellera que tenía ahí su castillo, del cual solo se conservan algunos vestigios. En la parte que se considera inicial del pueblo, existe la Roca del Castell, accesible por un empinado sendero, donde se pueden observar unas entalladuras en la roca, según los expertos, basamentos para las antiguas construcciones del mismo. En el mismo lugar existe una pendiente de piedra sobre el abismo, llamada El Lliscador del Diable. 
En el agregado de Sentís se encontraba también el monasterio de San Julián de Sentís. Se desconoce la fecha exacta en la que fue fundado el cenobio del que tampoco se tienen muchos datos. Se sabe que en 848 se intentó restablecer en ese lugar la vida monástica pero que el intento fracasó.
Cerca del núcleo de Bastida de Bellera (La Bastida), en las actualmente denominadas Bordes de Torres, existió un antiguo cenobio fundado alrededor del año 840 por el abad Vulgarà, llamado San Ginés de Bellera. Posteriormente pasó a la propiedad de los monasterios de Lavaix y de Gerri de la Sal. Quedan solamente vestigios de Bastida.
De la misma época es el Puente del Diablo (Pont del Diable), en la misma zona y aguas abajo de La Bastida de Bellera. Unía el cenobio con el pueblo de La Bastida, situado al otro lado del profundo barranco. Ha sido reconstruido recientemente.
El municipio actual se formó por la unión en 1972 del de Benés con el de Sarroca.

## Demografía
Cuenta con una población de 115 habitantes (INE 2024).
| Gráfica de evolución demográfica de Sarroca de Bellera entre 1842 y 2021 |
| |
| Población de derecho según los censos de población del INE Población de hecho según los censos de población del INEEntre el censo de 1857 y el anterior, crece el término del municipio porque incorpora a 255045 (Bastida de Bellera), 255151 (Erdo), 255197 (Las Iglesias) Entre el censo de 1981 y el anterior, crece el término del municipio porque incorpora a 25054 (Benés) |

## Economía
La principal actividad económica es la ganadería, destacando el ganado bovino, el equino, el ovino y el porcino. La zona cuenta con algunas canteras de roca calcárea. Desde 1950 hasta 1973 funcionó en el agregado de Xerallo, una fábrica de cemento de la empresa Enher. De la misma salió todo el cemento necesario para la construcción del complejo hidroeléctrico del Pirineo de Lérida. En el área se han instalado también diversas industrias dedicadas a la transformación de la leche. Actualmente se han establecido varias casas de turismo rural en diferentes núcleos del municipio.

## Patrimonio
- Ruinas del castillo de Sarroca de Bellera: La roca del Castell.
- Iglesia de San Feliu (san Félix). Se trata de un pequeño templo de construcción muy sencilla. En su interior se encuentra una imagen de la Virgen de Bellera, una talla del románico tardío, así como un retablo de transición del gótico al renacimiento.
- Puente del Diablo (Pont del Diable): Antiguo puente medieval, reconstruido recientemente, cerca de la Bastida. Es impresionante por su altura sobre el barranco del Diable.